# ランテルヌ・ルージュ

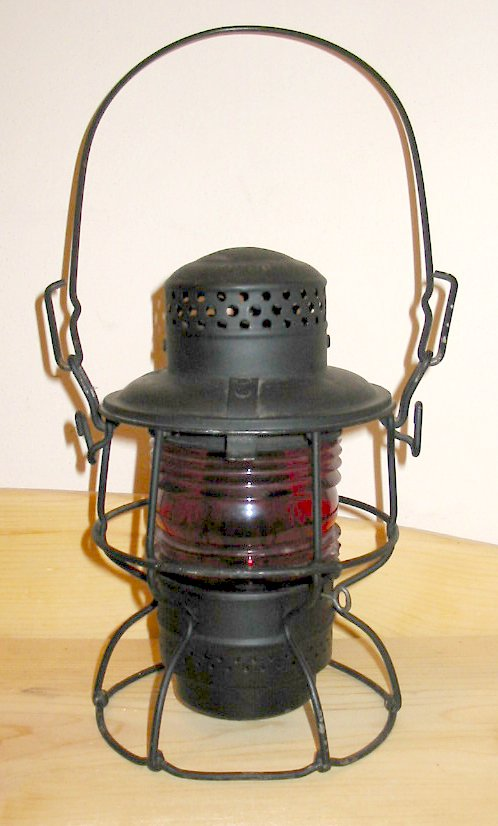
鉄道用ランタン

ランテルヌ・ルージュ（フランス語: lanterne rouge、フランス語発音: [lɑ̃tɛʀn ʀuʒ]）は、ツール・ド・フランスといった自転車レースにおける最下位の選手を指す。ランタン・ルージュとも表記される。フランス語で、鉄道の信号手が何も連結されていないことを視認するために、列車の最後尾に吊るされた「赤い（rouge）ランタン（lanterne）」が語源とされる。ツール・ド・フランスにおいてランテルヌ・ルージュは公式な賞ではないが、知名度があることから最下位の座を巡って熾烈な争いが行なわれたこともある。

## 概要
ツール・ド・フランスでは、途中棄権せず最下位で完走した選手にランテルヌ・ルージュの栄誉を与える伝統がある。ランテルヌ・ルージュの知名度は高いことから、最下位手前でレースを終えるよりは故意に最下位を狙う選手達がいる。スポンサーから非公式に賞が贈られることもあるが、運営側は公式に認めておらず、正式な賞でもない。
フランス語の自転車スラング事典によると、「ランテルヌ・ルージュ」という言葉の初出はジャーナリストのアルベール・ロンドル著『Les Forçats de la route ou Tour de France, tour de souffrance』とされる。しかしマックス・レオナルドは、アンリ・デグランジュが1909年の最下位であるジョルジュ・デヴィリーを1919年にランテルヌ・ルージュと呼んだのが初出とする説を支持している。
いつしか最下位選手が最終ステージで赤いランタンを持たされるようになり、その選手はゴール地点のパリで大歓迎された。そして、ちょっとした人気者のランテルヌ・ルージュはツール後に各地で開催されるクリテリウムに招待され、賞金を稼ぐことができた。しかし現在ではプロ選手の収入が増えたためクリテリウム出場の魅力が低下し、選手が生計を立てる手段では無くなっている。
ランテルヌ・ルージュに否定的な意見も少なくなく、ツール・ド・フランスのディレクターを務めていたジャン＝マリー・ルブランは、ランテルヌ・ルージュは今のツール・ド・フランスでは伝説であって公式・非公式問わず過去の存在だと語り、元選手で反ドーピング倫理運動組織MPCCのロジェ・ルジェ会長も、ランテルヌ・ルージュは全力を尽くすというロードレースの哲学に反すると述べている。
2022年においては、オンライン旅行サイトlastminute.comがスポンサーとなり、最終ステージ時点で総合最下位だったカレブ・ユアンがランタンをあしらった特別ゼッケンを着用している。

## クラシックレーサーとスプリンター

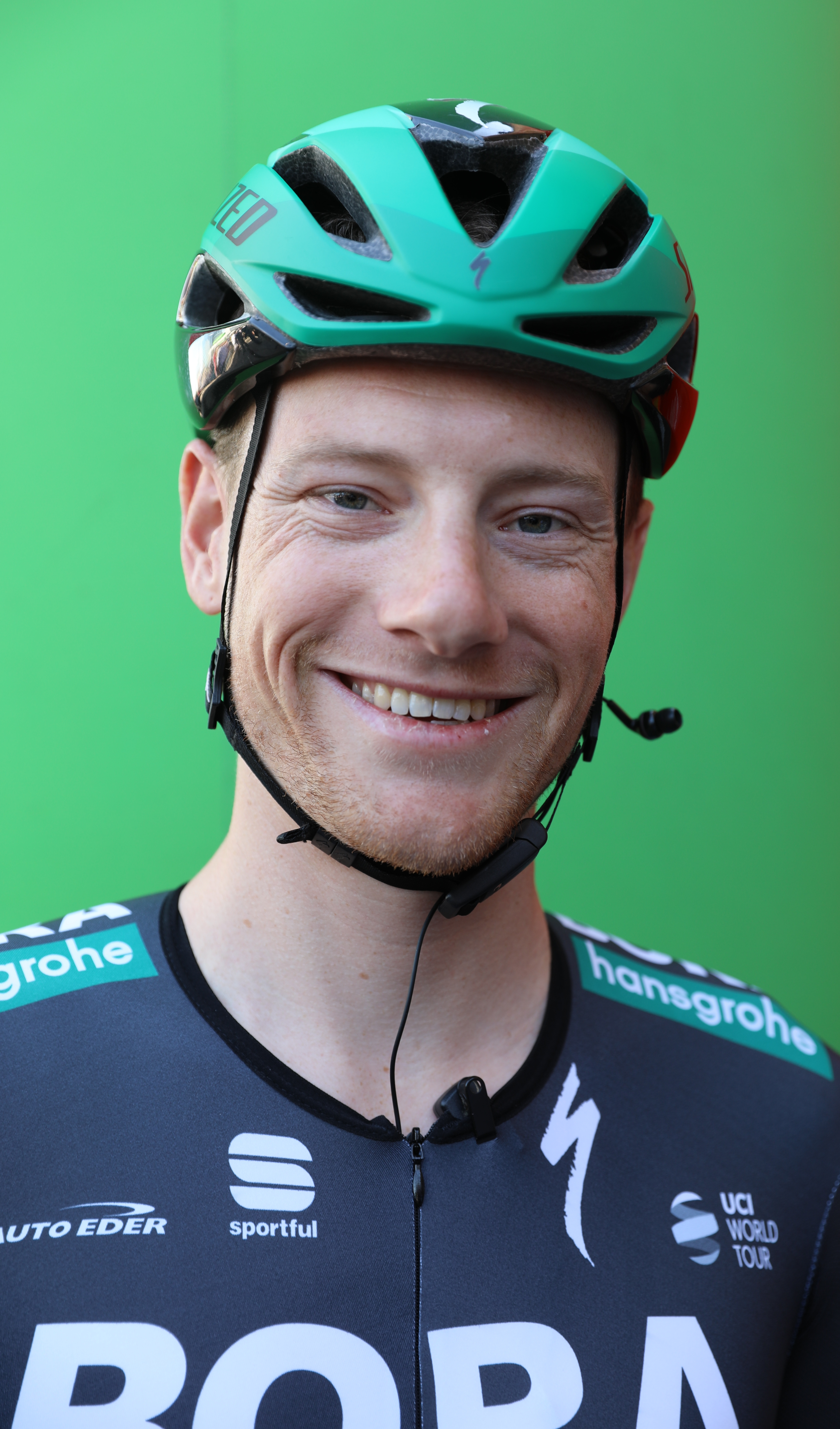
サム・ベネット

ランテルヌ・ルージュは、スプリンターやクラシックレースなどを得意とする選手が獲得することもよくある。例えば、1965年のジョセフ・グロサールは1963年のミラノ〜サンレモに優勝し、1993年のエドウィグ・ファン・ホーイドンクはロンド・ファン・フラーンデレンで2勝している。
スプリンターでは、2020年にポイント賞を獲得したサム・ベネットが、2016年の第1ステージで落車し右手の指を骨折したものの、最下位で完走しランテルヌ・ルージュとなっている。

## 後続の車列に隠れる
1976年、アーツ・ファン・デン・フクはチームのエースである前年の世界チャンピオン、ハニー・クイパーのアシストを務めていたが、クイパーが落車し棄権すると、残りのステージでランテルヌ・ルージュを狙いに行く。巧妙に最下位一つ前の順位まで落としたフクは、あるステージでゴールまであと数キロメートル地点で、自転車を降りて数台の自動車の後ろに隠れ最下位選手をやり過ごし、数分経ってから再び走り出した。かくしてフクはランテルヌ・ルージュを獲得した。

## ゲルハルト・シェーンバッハーとフィリップ・テスニエールの「最下位対決」
1978年の最下位であったフィリップ・テスニエールは、ランテルヌ・ルージュの人気を認識しており、1979年、二年連続のランテルヌ・ルージュを狙った。一方のゲルハルト・シェーンバッハーは、スポンサーからテレビに映らないことを指摘されたときに同席していたジャーナリストに目立つために最下位になれと提案され、それを受け入れていた。この二人は、片方がトイレのため停車すると一緒に止まるなど、お互いにマークしながら「二人だけのレース」をしていた。第20ステージ終了時点において、シェーンバッハーとテスニエールは総合順位の最下位とその一つ前で、タイム差は約1分であった。続く第21ステージの個人タイムトライアルで、シェーンバッハーとテスニエールは故意に遅く走った。同ステージ優勝のベルナール・イノーのタイムが1時間8分53秒だったのに対し、シェーンバッハーは1時間21分52秒、テスニエールは1時間23分32秒で、二人は他の全選手よりも遅かった。テスニエールは、その努力にもかかわらず、イノーのタイムから20パーセント以上遅れたため、タイムオーバーで失格となった。
そしてランテルヌ・ルージュとなったシェーンバッハーは、最終ステージのゴール手前100メートルから自転車を降りて歩き、ゴールラインにキスをするというパフォーマンスを行った。このシェーンバッハーの行為に立腹したツール・ド・フランスの運営側は、翌1980年のツール・ド・フランスの途中、第3ステージから総合最下位選手を失格にするルールを導入した（このルール選手には不評で、第19ステージまでで取りやめになった。）。にもかかわらず、所属チームのオーナーから2年連続のランテルヌ・ルージュになったらボーナスを出すと言われていたシェーンバッハーは、マスコミからタイム差を教えてもらうなどの協力を得て、ランテルヌ・ルージュを獲得した。だが、シェーンバッハーはツール終了後にチーム監督のパトリック・ルフェーブルからボーナスは出さないと言われ、口論の末、チームをクビになった。

## アシストとして働きつつ三連覇

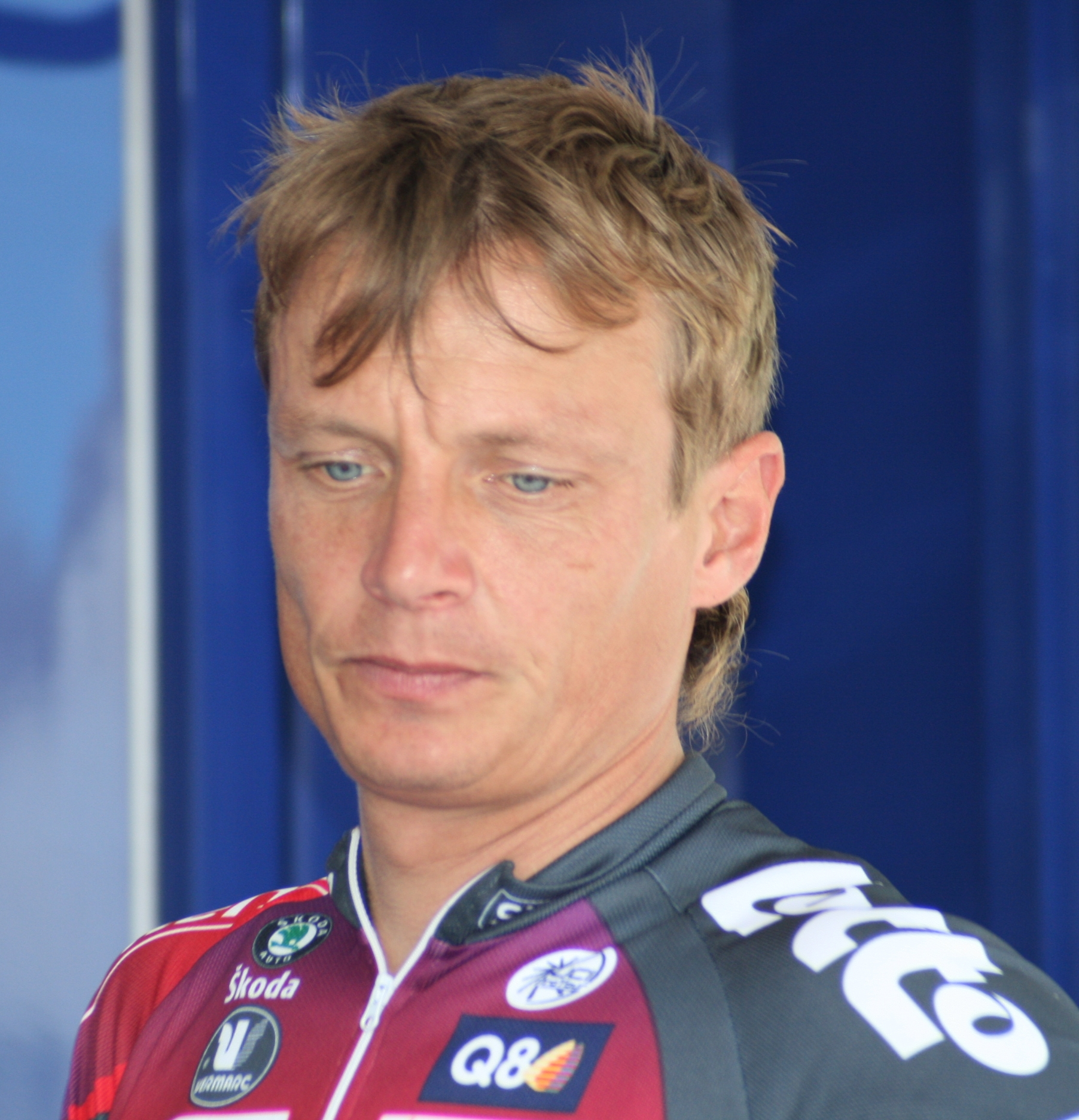
ウィム・ファンセフェナント

ウィム・ファンセフェナントは、所属チームの有力選手、カデル・エヴァンスとロビー・マキュアンのアシストとして働きつつ、2006年から2008年までランテルヌ・ルージュを三年連続で獲得した。ファンセフェナントは、ランテルヌ・ルージュは狙ってとるものではなく、天からの授かりものだと語っている。

## 第1ステージから最終ステージまで全て総合最下位
2018年、ローソン・クラドックは、史上初めて全ステージで総合最下位となった。クラドックは第1ステージで落車し、顔に裂傷を負い肩甲骨を骨折した。左目を強打し骨折の痛みがありながらも同ステージを完走し、彼の血だらけで苦痛にゆがんだ顔がインターネットで拡散された。その日クラドックは、ハリケーン・ハービーで被害を受けたアルケック自転車競技場（Alkek Velodrome）の再建を支援するためグレーター・ヒューストン自転車協会（Greater Houston Cycling Association）に、彼が各ステージを完走するごとに100アメリカドルを寄付することをソーシャルメディアで発信した。 GoFundMeも自転車競技場に対する募金活動を立ち上げた。クラドックは残りのステージを走り続けて募金活動に対する関心を獲得し、最終的に25万アメリカドル以上を集めた。

## ツール・ド・フランスの歴代ランテルヌ・ルージュ
出典：1903-2013年は「敗者たちのツール・ド・フランス」pp.368-369
| - 1903 アルセーヌ・ミロショー (FRA) - 1904 アントワーヌ・ドフロティエール (FRA) - 1905 クローヴィス・ルクロワ (FRA) - 1906 ジョルジュ・ブロンシャール (FRA) - 1907 アルベール・シャルティエ (FRA) - 1908 アンリ・アントワーヌ (FRA) - 1909 ジョルジュ・デヴィリー (FRA) - 1910 コンスタン・コレ (FRA) - 1911 ルシアン・ロクベール (FRA) - 1912 モーリス・ラーティグ (FRA) - 1913 アンリ・アラヴォアーヌ (FRA) - 1914 アンリ・ルクレール (FRA) - 1915–18: 第一次世界大戦のため非開催。 - 1919 ジュール・ネンポン (FRA) - 1920 シャルル・ラボワソン (FRA) - 1921 アンリ・カテラン (FRA) - 1922 ダニエル・マッソン (FRA) - 1923 ダニエル・マッソン (FRA) - 1924 ヴィクトール・ラフォス (FRA) - 1925 フェルナン・ベスニエ (FRA) - 1926 アンドレ・ドロベク (FRA) - 1927 ジャック・フィスター (FRA) - 1928 エドゥアルド・ペルサン (FRA) - 1929 アンドレ・レジェ (FRA) - 1930 マルセル・イルピデ (FRA) - 1931 リチャード・ラム (AUS) - 1932 ルドルフ・リッシュ (GER) - 1933 アーンスト・ヌヤール (FRA) - 1934 アントニオ・フォルコ (ITA) - 1935 ヴィリ・ターチバッハ (GER) - 1936 アルド・ベルトッコ (FRA) - 1937 アロイセ・クレンチ (LUX) - 1938 ヤヌス・ヘレモンス (NED) - 1939 アルマン・ル・モール (FRA) - 1940–46: 第二次世界大戦のため非開催。 - 1947 ピエトロ・タルチーニ (SUI) - 1948 ヴィットリオ・セゲッチ (ITA) - 1949 グイード・デ・サンティ (ITA) - 1950 フリッツ・ツビンデン (SUI) | - 1951 アブデル＝カデル・ザーフ (FRA) - 1952 アンリ・パレ (FRA) - 1953 クロード・ローエ (FRA) - 1954 マルセル・ディアケンス (LUX) - 1955 トニー・ホーア (GBR) - 1956 ロジェ・シュサベル (FRA) - 1957 ギ・ミヨン (FRA) - 1958 ヴァルター・ファーブル (SUI) - 1959 ルイ・ビシリア (FRA) - 1960 ホセ・ベレンデーロ (ESP) - 1961 アンドレ・ジェネステ (FRA) - 1962 オーギュスト・マルカレッティ (ITA) - 1963 ヴィリー・ダーボーフェン (BEL) - 1964 アナトール・ノヴァック (FRA) - 1965 ジョセフ・グロサール (FRA) - 1966 パオロ・マヌッチ (ITA) - 1967 ジャン＝ピエール・ガネ (FRA) - 1968 ジョン・クレアリー (GBR) - 1969 アンドレ・ヴィレム (FRA) - 1970 フリッツ・フーゲーハイデ (NED) - 1971 ジョルジュ・シャッペ (FRA) - 1972 アラン・ベルイ (FRA) - 1973 ジャック＝アンドレ・オシャール (FRA) - 1974 ロレンツォ・アライモ (ITA) - 1975 ジャック・ブーラ (FRA) - 1976 アーツ・ファン・デン・フク (NED) - 1977 ロジェ・ロイシュ (BEL) - 1978 フィリップ・テスニエール (FRA) - 1979 ゲルハルト・シェーンバッハー (AUT) - 1980 ゲルハルト・シェーンバッハー (AUT) - 1981 ファウスティーノ・クエリ (ESP) - 1982 ヴェルナー・デヴォス (BEL) - 1983 マルセル・ローラン (BEL) - 1984 ギルバート・グラウス (SUI) - 1985 マンリコ・ロンキアート (ITA) - 1986 エニオ・サルバドール (ITA) - 1987 マチュー・ヘルマンス (NED) - 1988 ディルク・ワイエンベルク (BEL) - 1989 マチュー・ヘルマンス (NED) | - 1990 ロドルフォ・マッシ (ITA) - 1991 ロブ・ハーメリング (NED) - 1992 フェルナンド・ケヴェド (ESP) - 1993 エドウィグ・ファン・ホーイドンク (BEL) - 1994 ジョン・ターレン (NED) - 1995 ブルーノ・コルニエ (FRA) - 1996 ジャン＝リュック・マスデュピュイ (FRA) - 1997 フィリップ・ゴーモン (FRA) - 1998 ダミアン・ナゾン (FRA) - 1999 ジャッキー・デュラン (FRA) - 2000 オリヴィエール・プロドー (FRA) - 2001 ジミー・カスペール (FRA) - 2002 イゴール・フロレス (ESP) - 2003 ハンス・デクラーク (BEL) - 2004 ジミー・カスペール (FRA) - 2005 イケール・フロレス (ESP) - 2006 ウィム・ファンセフェナント (BEL) - 2007 ウィム・ファンセフェナント (BEL) - 2008 ウィム・ファンセフェナント (BEL) - 2009 ヤウヘン・フタロヴィチュ (BLR) - 2010 アドリアーノ・マローリ (ITA) - 2011 ファビオ・サバチーニ (ITA) - 2012 ジミー・アングルヴァン (FRA) - 2013 スヴェイン・タフト (CAN) - 2014 ジ・チェン (CHN) - 2015 セバスチャン・シャヴァネル (FRA) - 2016 サム・ベネット (IRE) - 2017 ルーク・ロウ (GBR) - 2018 ローソン・クラドック (USA) - 2019 セバスティアン・ランゲヴェルト (NED) - 2020 ローガー・クルーゲ (GER) - 2021 ティム・デクレルク (BEL) - 2022 カレブ・ユアン (AUS) - 2023 ミケル・モルコフ (DEN) - 2024 マーク・カヴェンディッシュ (GBR) |

### ツール・ド・フランスで複数回ランテルヌ・ルージュになった選手
| 回数 | 名前                               | 年               |
| ---- | ---------------------------------- | ---------------- |
| 3    | ウィム・ファンセフェナント (BEL)   | 2006, 2007, 2008 |
| 2    | ダニエル・マッソン (FRA)           | 1922, 1923       |
| 2    | ゲルハルト・シェーンバッハー (AUT) | 1979, 1980       |
| 2    | マチュー・ヘルマンス (NED)         | 1987, 1989       |
| 2    | ジミー・カスペール (FRA)           | 2001, 2004       |

スペインのフロレス兄弟は、兄・イゴールが2002年に、弟・イケールが2005年にランテルヌ・ルージュとなった。

### ツール・ド・フランスにおけるランテルヌ・ルージュの国別回数
| 回数 | 国             | 初回 | 直近（複数回の場合） |
| ---- | -------------- | ---- | -------------------- |
| 53   | フランス       | 1903 | 2015                 |
| 11   | イタリア       | 1934 | 2011                 |
| 11   | ベルギー       | 1963 | 2021                 |
| 8    | オランダ       | 1938 | 2019                 |
| 5    | スペイン       | 1960 | 2005                 |
| 4    | スイス         | 1947 | 1984                 |
| 4    | イギリス       | 1955 | 2024                 |
| 3    | ドイツ         | 1932 | 2020                 |
| 2    | ルクセンブルク | 1937 | 1954                 |
| 2    | オーストリア   | 1979 | 1980                 |
| 2    | オーストラリア | 1931 | 2022                 |
| 1    | ベラルーシ     | 2009 |                      |
| 1    | カナダ         | 2013 |                      |
| 1    | 中国           | 2014 |                      |
| 1    | アイルランド   | 2016 |                      |
| 1    | アメリカ合衆国 | 2018 |                      |
| 1    | デンマーク     | 2023 |                      |

初回1903年から1930年までフランスの選手が24回連続でランテルヌ・ルージュを取り、2015年で計53回となった。他国の選手が初めてランテルヌ・ルージュを取ったのは1931年で、2019年に合計53回となりフランスと並び、2020年に上回った。